# Shiraz Sulcus
Lo Shiraz Sulcus è una struttura geologica della superficie di Encelado.